# Мирасански мост
Мирасанският мост (на гръцки: Γεφύρι της Μόρφης, Πετρογέφυρο) е каменен мост в Егейска Македония, Гърция.
Мостът е разположен на Ласпорема, приток на река Праморица, на пътя, свързващ селата Морфи (Мирасан) с Хрисавги (Мирали) в дем Горуша (Войо). Построен е в 1810 година. Има 3 арки – две големи и една малка, както и голям отвор между големите арки, за време на големи порои.